# An itan to violi pouli
An itan to violi pouli (Grieks: Αν ήταν το βιολί πουλί) is een Griekse komische film uit 1984, onder regie van Takis Vougiouklakis. Sotiria Moustakas, Giannis Mihalopoulos een Giannis Vogiatzis spelen de hoofdrollen.

## Verhaal
De film draait om een man genaamd Lefteris Packanikanis. Hij houdt van zijn viool, en speelt wanneer het maar kan op dit ding. Tegelijkertijd heeft hij problemen met drie huwelijken. Hij is getrouwd geweest met een gokker en met een pornoster. Bijna elke maand moet hij wel een keer voor de rechter verschijnen om een geschil met zijn ex-vrouwen uit te vechten. De rechter is hem echter gunstig gezind, en helpt hem telkens met zijn problemen.

## Rolverdeling
| Acteur               | Personage            |
| -------------------- | -------------------- |
| Sotiris Moustakas    | Lefteris Paganikakis |
| Giannis Mihalopoulos |                      |
| Giannis Vogiatzis    | Vlasis Boukas        |
| Thanos Papadopoulos  |                      |
| Vina Askini          | Anna                 |
| Athina Mavrommati    | Maria                |
| Stella Konstantinou  | Evgenia              |